# Nishada xantholoma
Nishada xantholoma là một loài bướm đêm thuộc phân họ Arctiinae, họ Erebidae.